# Golpe de Tordesillas

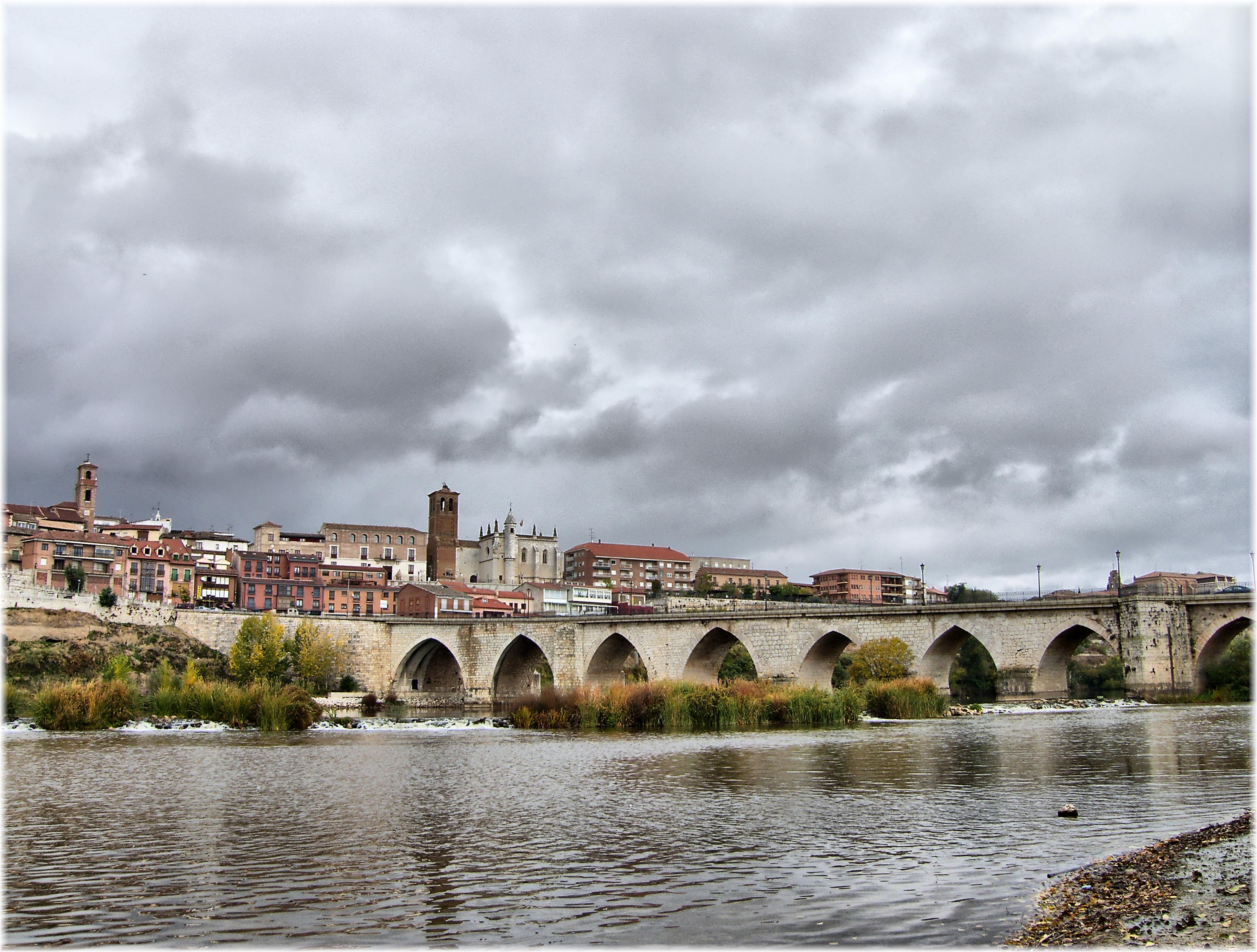
Vista de Tordesillas en la actualidad.

El golpe de Tordesillas, también denominado asalto de Tordesillas, fue un golpe de fuerza del infante de Aragón Enrique de Aragón llevado a cabo el 14 de julio de 1420 que consistió en el secuestro del rey Juan II de Castilla, quien a sus catorce años acababa de ser proclamado mayor de edad. La captura del rey tuvo lugar en la localidad de Tordesillas (Valladolid), donde en ese momento residía la corte castellana. El golpe acabó fracasando, pues el también infante de Aragón don Juan movilizó a sus partidarios para intentar rescatar al rey y este, finalmente, consiguió evadirse de su cautiverio con la ayuda de don Álvaro de Luna, quien por este hecho comenzó su ascenso en la corte hasta convertirse en el hombre más poderoso de la Corona de Castilla.
Con el golpe de Tordesillas se inicia el largo período de inestabilidad y de guerras civiles que se vivió en la Corona de Castilla entre 1420 y 1479.

## Antecedentes
El 1 de junio de 1418 moría la regente de la Corona de Castilla, la reina madre Catalina de Lancáster, estableciéndose a continuación un consejo de regencia, en el que la figura más destacada era Sancho de Rojas arzobispo de Toledo, un personaje cercano a los infantes de Aragón, de la rama menor de la Casa de Trastámara que reinaba tanto en Castilla como en la Corona de Aragón, y que eran los principales potentados castellanos. Precisamente gracias a la influencia del arzobispo de Toledo los infantes de Aragón lograron uno de sus objetivos: el matrimonio del joven rey Juan II de Aragón, todavía menor de edad, con uno de ellos, la infanta María, que se celebró en Medina del Campo ―una localidad bajo el señorío del infante Juan de Aragón― el 20 de octubre de 1418 ―aunque la boda propiamente dicha no tendría lugar hasta un mes después del golpe de Tordesillas―.
Pronto surgió la rivalidad entre los dos infantes mayores, Enrique y Juan —los dos hermanos abeníanse mal, según un cronista de la época—, y se formaron tras de ellos dos facciones nobiliarias que iban a rivalizar por el control del joven monarca castellano. Los miembros más destacados de la que encabezaba Enrique eran el almirante de Castilla Alfonso Enríquez, el condestable de Castilla Ruy López Dávalos, el mayordomo mayor del rey Juan Hurtado de Mendoza, el adelantado mayor de León Pedro Manrique, el arcediano de Guadalajara Gutierre Gómez de Toledo y el mayordomo mayor de la Orden de Santiago, del que era maestre el infante Enrique, García Fernández de Manrique. Frente a ellos se situaba la facción encabezada por el infante Juan, duque de Peñafiel, y cuyos miembros más destacados eran el arzobispo de Toledo Sancho de Rojas, el adelantado mayor de Castilla Diego Gómez de Sandoval y Rojas y Fadrique de Trastámara, conde de Trastámara. Una tercera facción de nobles castellanos se constituyó entre aquellos que, según cuenta un cronista de la época, no querían «ni el uno ni el otro, porque les parecía que cualquiera de los infantes que estuviese cerca del rey gobernaría con los suyos e los otros grandes del reyno quedarían mal librados».
El 7 de marzo de 1419 fue proclamada por las Cortes de Castilla reunidas en Madrid la mayoría de edad de Juan II, nada más cumplir los catorce años, pero este hecho no suavizó las tensiones entre las dos facciones sino que más bien las incrementó. Así al año siguiente el infante Enrique decidió aprovechar la ausencia de Castilla de Juan de Aragón, quien se había ido a Pamplona acompañado por el infante Pedro de Aragón para casarse con la heredera al trono del reino de Navarra Blanca I de Navarra, ceremonia que se celebró en la catedral pamplonesa el 10 de junio de 1420. Un mes después, y con Juan todavía en Navarra, tuvo lugar el «atraco de Tordesillas».

## El «atraco de Tordesillas»

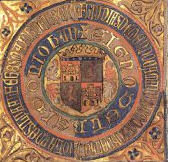
Sello de Juan II de Castilla.

Al amanecer del 14 de julio de 1420 Enrique de Aragón perpetró el golpe de fuerza que le permitió apoderarse del joven rey Juan II en Tordesillas donde en ese momento se hallaba la corte castellana. Invadió «con sus parciales el palacio de Tordesillas donde el rey dormía, protegido por don Álvaro de Luna, e hizo prisionero al alcaide de la fortaleza, llevándose consigo al monarca y al privado». Su objetivo era hacerse con el poder destituyendo de sus cargos a los nobles de la facción de su hermano Juan y arrancarle al rey la autorización del matrimonio entre él y la hermana del monarca, la princesa Catalina de Castilla. Como ha señalado Jaume Vicens Vives, Enrique con el golpe «sacrificaba la cohesión del clan familiar no solo a unas ambiciones personales concretas, sino a los intereses del grupo que le había apoyado hasta entonces, singularmente el condestable de Castilla y el adelantado de León». Tras apoderarse del rey el infante Enrique trasladó la corte de Tordesillas a Madrigal y de allí a Ávila, donde reunió a las huestes de sus partidarios llegándose a alcanzar las 3000 lanzas. Además hizo celebrar allí un domingo del mes de agosto de 1420 la proyectada boda entre su hermana María y el rey Juan II. Un cronista de la época se lamentaba del escaso esplendor que tuvo la ceremonia: «Non hobo vigilia, nin ochavario, nin otras solemnidades algunas de las que pertenecían a bodas de tan alto e tan excelente rey e señor y de tan exclarecida reina y señora». También reunió a las Cortes de Castilla en Ávila consiguiendo que convalidaran el golpe de Tordesillas.
El infante Juan tuvo noticia del «atraco de Tordesillas» por una carta que le envió a Pamplona el arzobispo de Toledo e inmediatamente convocó a sus partidarios en Peñafiel a donde se dirigió él personalmente, dejando a su esposa en Navarra solo seis días después de haberse celebrado la boda. Desde Peñafiel le envió una carta al rey a la que este respondió «que el infante don Juan e el arzobispo de Toledo e todos los grandes e caballeros e otras cualquier personas de sus reinos le farían muy señalado servicio e placer si viniesen poderosamente a le sacar del poderío del infante don Enrique e de los caballeros que con él fueron en el entramiento de su palacio». Tras recibir el mensaje del rey, don Juan ordenó que las huestes de sus partidarios se concentraran en Olmedo a donde acudieron 3300 lanzas, «la mejor guarnida darmas e de caballeros que ser podía», según afirma un cronista de la época. El único que no acudió fue el conde de Trastámara que se pasó al bando del infante don Enrique.
Ante la amenaza de las huestes reunidas por su hermano en Olmedo y tras el fracaso de la mediación que intentó llevar a cabo la reina viuda Leonor de Alburquerque, madre de los dos infantes, don Enrique decidió sacar al rey de Ávila y llevárselo al sur, a los territorios de la Orden de Santiago, de la que él era maestre. Durante ese viaje logró convencer a la infanta Catalina de Castilla, hermana del rey Juan II, para que se casara con él y el enlace se celebró en Talavera de la Reina el 28 de noviembre de 1420. La boda representó para el infante don Enrique, según Vicens Vives, «el cumplimiento de sus designios, a la vez que un importante aumento de su influencia en la corte y de sus territorios en Castilla, ya que la infanta le llevó como dote el marquesado de Villena, elevado a la categoría ducal».
Los planes de don Enrique se vinieron abajo cuando el rey ayudado por don Álvaro de Luna logró escapar de su cautiverio en Talavera el 29 de noviembre, refugiándose en el castillo de la Puebla de Montalbán. Don Enrique de Aragón dirigió sus huestes hacia allí pero el 10 de diciembre levantó el cerco al no poder tomar al asalto el castillo y ante la amenaza de la llegada de las fuerzas comandadas por su hermano Juan quien desde Olmedo había cruzado la sierra de Guadarrama y establecido su campamento en Móstoles. Don Enrique se dirigió a Ocaña, una de las fortalezas de la Orden de Santiago, mientras su hermano don Juan se reunía con el rey el 23 de diciembre en Villalba. Allí se puso a su servicio contra cualquier tentativa de volver a limitar su libertad, «las faciendas e los cuerpos a todo peligro». Por su parte el rey agradeció la ayuda prestada en su fuga por don Álvaro de Luna concediéndole el condado de Santisteban de Gormaz.

## Consecuencias
Ante el intento de don Enrique de tomar posesión del marquesado de Villena que había recibido como dote de su esposa, la hermana del rey, Juan II acordó desposeerla del mismo por consejo del infante don Juan, lo que provocó una violenta reacción de don Enrique que concentró sus fuerzas en Ocaña. Allí recibió una carta de don Álvaro de Luna para «que se guardase él e los caballeros que con él eran de venir al rey con gente de armas, ca el rey habría dello gran enojo e a ellos recrecería por ello mucho daño; e que sería forzado, si lo ficiesen, de inviar el rey al infante don Juan e al arzobispo de Toledo e a los otros grandes de su valía, para les resistir». Aunque el infante no hizo caso inicialmente a esta advertencia, cuando empezaron las deserciones en sus filas aceptó disolver sus tropas el 23 de septiembre de 1422 a pesar de que no recibió garantías por parte del rey sobre su persona y sus bienes. Siete días más tarde se disolvía en Arévalo el ejército real encabezado por el infante don Juan y el arzobispo de Toledo.
El 12 de junio de 1423 don Enrique se presentó ante el rey en Pinto, donde se hallaba la corte camino de Madrid, y dos días después era detenido a pesar de las garantías que había recibido. Junto a él, que fue conducido al castillo de Mora, también fueron apresados, acusados todos ellos de alta traición, tres de sus más destacados partidarios: el mayordomo de la orden de Santiago, el condestable de Castilla y el adelantado mayor de León. Su esposa y el resto de sus partidarios, avisados de lo que había ocurrido, pudieron escapar a Aragón. Todos ellos fueron desposeídos de sus bienes y títulos. Los de don Enrique pasaron a su hermano el infante Juan, excepto el maestrazgo de la Orden de Santiago que fue otorgado por el rey de forma provisional a don Gonzalo de Mejía. El título de condestable de Castilla fue otorgado por el rey a don Álvaro de Luna, quien así afianzaba su posición en la corte.